# 京成不動産
京成不動産株式会社（けいせいふどうさん、英: KEISEI REAL ESTATE Co.,Ltd.）は、千葉県鎌ケ谷市に本社を置く京成グループの不動産会社。京成カード加盟店である。

## 概要
京成線（旧新京成線である松戸線を含む）や北総線沿線を中心にローズタウン、グランデカーサ、サングランデのブランド名で分譲ニュータウンを開発・販売・マンション販売している。ローズタウンは分譲住宅の、サングランデは分譲マンションのブランド。
2023年（令和5年）4月1日、新京成グループであったエスピー産業、エスケーサービス、新京成エステートを吸収合併しそれぞれ駐車場事業部、駐輪場事業部、プロパティマネジメント事業部とした。
2025年（令和7年）、本社を東京都葛飾区青戸3丁目37番15号 京成青戸ビル5階から新京成電鉄が入居していた千葉県鎌ケ谷市くぬぎ山4丁目1番12号 京成くぬぎ山ビル1階へ移転し事業部を集約・再編。

### パーキング事業部

#### 元・駐車場事業部
旧・エスピー産業株式会社。京成松戸線沿線を中心に月極駐車場および時間貸し駐車場を運営している。2023年（令和5年）4月に八柱駅前駐車場が駐輪場事業部から駐車場事業部に移管され、同年同月現在で運営する駐車場は27か所に上る。2025年（令和7年）5月に後述の駐輪場事業部およびパーキング営業部と統合されパーキング事業部となった。
なお、京成不動産ではエスピー産業の合併前より京成上野駅および上野公園直結の京成上野駅駐車場を運営しているほか、京成パークの名称で京成線沿線を中心に月極駐車場および時間貸し駐車場を運営している（賃貸営業部パーキング事業担当の所管）。エスピー産業の統合以後に新設された駐車場は名称が京成パークに変更されている。

#### 元・駐輪場事業部
旧・エスケーサービス株式会社。2023年（令和5年）4月現在新京成線（当時）および北総線の駅前を中心に自転車およびオートバイ用の駐輪場を26か所運営している。エスケーサービス時代は八柱駅前駐車場も運営していたが前述通り2023年（令和5年）4月に駐車場事業部に移管された。2025年（令和7年）5月に前述の駐車場事業部およびパーキング営業部と統合されパーキング事業部となった。
駐車場同様、京成不動産でもエスケーサービスの合併前より京成サイクルパークの名称で時間貸し駐輪場を運営している。統合以後に新設された駐輪場は同じく京成サイクルパークに変更されている。

### プロパティマネジメント事業部
旧・新京成エステート株式会社（←有限会社新京成エステート）。新京成線の駅ビルや賃貸施設を管理・運営するほか、レンタル納戸（トランクルームおよび倉庫の当事業部における呼称）をレナンドという愛称で運営している。2025年（令和7年）5月に企画営業部を統合した。
上記各業態同様、京成不動産でも新京成エステートの合併前よりレンタル収納を収納クラブの名称で運営している。

## 主な分譲地・販売住宅地・分譲マンション

### 分譲住宅
- 千住大橋分譲地（東京都足立区）
- 千住緑町分譲地（東京都足立区）
- 千住曙町分譲地（東京都足立区）
- 青戸分譲地（東京都葛飾区）
- 高砂分譲地（東京都葛飾区）
- 柴又分譲地（東京都葛飾区）
- 小岩分譲地（東京都江戸川区）
- 稲毛ローズタウン（千葉県千葉市）
- いずみ台ローズタウン（千葉県千葉市）
- 宮野木ローズタウン（千葉県千葉市）
- 検見川（千葉県千葉市）
- 稲毛（千葉県千葉市）
- 黒砂台（千葉県千葉市）
- 京成ローズタウン（千葉県浦安市）
- 舞浜ローズタウン（千葉県浦安市)
- 新浦安ローズタウン（千葉県浦安市)
- パークシティ舞浜（千葉県浦安市)
- 国府台（千葉県市川市）
- 市川真間分譲地（千葉県市川市）
- 菅野分譲地（千葉県市川市）
- 八幡分譲地（千葉県市川市）
- 鬼越分譲地（千葉県市川市）
- 中山分譲地（千葉県市川市）
- 海神台（千葉県船橋市）
- 習志野台（千葉県船橋市）
- 谷津保健住宅地（千葉県習志野市）
- 谷津ローズタウン（千葉県習志野市）
- 新習志野ローズタウン（千葉県習志野市）
- 八千代台（千葉県八千代市）
- 緑が丘（千葉県八千代市）
- 八千代中央（千葉県八千代市）
- 佐倉ローズタウン（千葉県佐倉市）
- 佐倉宮前ローズタウン（千葉県佐倉市)
- 王子台（千葉県佐倉市）
- 江原台（千葉県佐倉市）
- 花輪台（千葉県佐倉市）
- ユーカリが丘（千葉県佐倉市）[注釈 3]
- 公津の杜（千葉県成田市）
- みそらニュータウン（千葉県四街道市）
- 野木ローズタウン（栃木県野木町）

### 分譲マンション
- 京成サンコーポ
- コーポシティ
- エヴァーグリーン
- サングランデ千住大橋（東京都足立区）
- サングランデ千住曙町（東京都足立区）
- サングランデ桜橋（東京都墨田区）
- サングランデお花茶屋（東京都葛飾区）
- サングランデ高砂（東京都葛飾区）
- サングランデ立石（東京都葛飾区）
- サングランデ亀有親水公園（東京都葛飾区）
- サングランデ八王子（東京都八王子市）
- サングランデ千葉みなと（千葉県千葉市）
- サングランデ ザ・レジデンス千葉（千葉県千葉市）
- サングランデ千葉 都賀テラス （千葉県千葉市）
- パークホームズ千葉（千葉県千葉市）[注釈 4]
- ザ・ブランディス市川菅野（千葉県市川市）
- サングランデ市川八幡（千葉県市川市）
- サングランデ本八幡（千葉県市川市）
- サングランデ船橋宮本（千葉県船橋市）
- ヒルトップレジデンス サングランデ西船（千葉県船橋市）
- サングランデ津田沼（千葉県習志野市）
- サングランデ松戸（千葉県松戸市）
- サングランデ印西牧の原ドアシティ（千葉県印西市）
- サングランデ公津の杜グレイス（千葉県成田市）
- サングランデエレズモア(千葉県成田市）
- サングランデエレステージ(千葉県成田市)
- サングランデセントラージュ(千葉県成田市)
- サングランデアルフィーヌ（千葉県成田市）